# Laurentic (Schiff, 1909)
Die Laurentic (I) war ein 1909 in Dienst gestelltes Passagierschiff der britischen Reederei White Star Line, mit dessen Indienststellung die White Star Line den Passagier- und Postverkehr zwischen England und Kanada für sich erschloss. Die Laurentic befuhr im regelmäßigen Liniendienst die Route Liverpool–Quebec–Montreal und war der damals größte Dampfer auf diesem Seeweg. Nach Ausbruch des Ersten Weltkriegs wurde der Ozeandampfer vom Linienverkehr abgezogen und zu einem Truppentransporter für die Canadian Expeditionary Force und später zu einem Hilfskreuzer umgewandelt. Am 25. Januar 1917 lief die Laurentic vor der Küste Nordirlands auf deutsche Minen und sank. Dabei kamen 354 Menschen ums Leben. Aufgrund einer großen Anzahl an Goldbarren, die auf ihrer letzten Fahrt zu ihrer Fracht gehörte, wird die Laurentic auch „Goldbarrenschiff“ genannt. Es handelt sich um eine der größten Mengen Gold, die je aus einem gesunkenen Schiff geborgen wurde.

## Dienstzeit als Passagierschiff

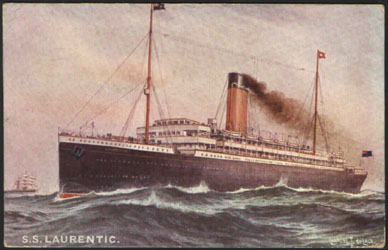
Undatierte Zeichnung zu Werbezwecken.

1907 beauftragte die britische Reederei Dominion Line, die J. P. Morgans International Mercantile Marine Company angehörte, die nordirische Werft Harland & Wolff mit dem Bau zweier neuer Schwesterschiffe, der Albany und der Alberta. Noch während des Baus wurden beide Schiffe von der White Star Line übernommen, die die Albany in Megantic (nach dem Lac Mégantic in Québec) und die Alberta in Laurentic (nach dem Sankt-Lorenz-Strom) umtaufte.
Die 14.892 BRT große Laurentic war 167,76 Meter lang und 20,63 Meter breit und lief am 9. September 1908 vom Stapel. Am 29. April 1909 lief sie zu ihrer Jungfernfahrt über den Nordatlantik aus. Der Dreischraubendampfer war für eine Geschwindigkeit von 16 Knoten ausgelegt. Die Laurentic war mit den neusten technischen Innovationen eines Ozeandampfers, darunter elektrischem Licht, Kühlanlagen, drahtlosem Funk und einem frühen U-Boot-Detektionsapparat, ausgestattet.
Die beiden modernen und luxuriösen Schwesterschiffe wurden von der White Star Line für den Passagierservice zwischen Liverpool und Kanada eingesetzt, um sich auch auf dieser Route zu etablieren. Die Laurentic war das damals größte Schiff auf dieser Strecke (sie war 14 BRT größer als ihr Schwesterschiff). Nach den ersten regulären Fahrten stellte sich zudem heraus, dass die Laurentic schneller und wirtschaftlicher war als die Megantic, da sich deren traditionelle Kolbenmaschinen gegenüber der fortschrittlicheren Kombination aus Dampfmaschine und Dampfturbine von John Brown & Company aus Glasgow auf der Laurentic als unterlegen erwiesen hatte. Dieser Vergleich der Antriebssysteme der beiden ansonsten gleichen Schiffe diente als Entscheidungsgrundlage für den Antrieb der Olympic-Klasse.
Die Erste Klasse auf der Laurentic war mit einem weiträumigen Speisesaal, einem Schreibsalon und einem mit einem Glasdach gekrönten Rauchsalon ausgestattet. 1911 brach sie den Rekord für die schnellste Überfahrt auf der Liverpool–Kanada-Route, als sie eine Hin- und Rückfahrt in 13 Tagen und vier Stunden bewältigte. Im Sommer 1910 machte die Laurentic im Rahmen der „Crippen-Affäre“ weltweit Schlagzeilen. Der in London lebende amerikanische Arzt Hawley Crippen hatte seine Frau ermordet und floh mit seiner Geliebten auf dem Dampfer Montrose nach Kanada, um ein neues Leben zu beginnen. Walter Dew, ein damaliger Mitarbeiter des Metropolitan Police Service, folgte Crippen und wollte ihn rechtzeitig abfangen, um ihn noch an Bord der Montrose verhaften zu können. Er nahm die Laurentic und konnte Crippen, den so genannten „Kellermörder von London“ und seine Geliebte in Haft nehmen.

## Truppentransporter

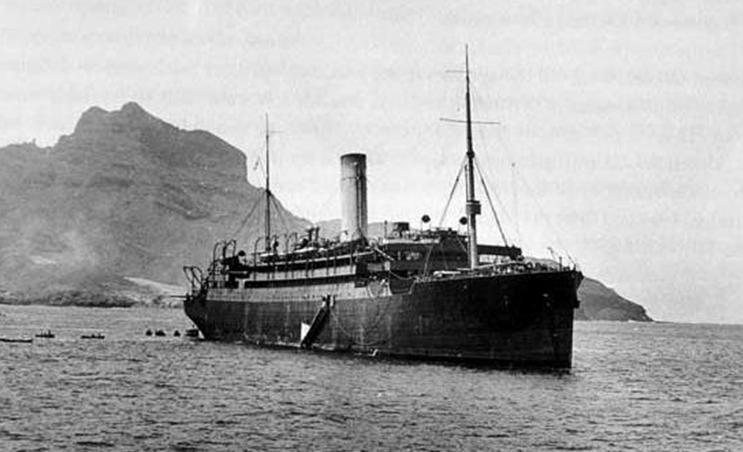
Die Laurentic als Truppentransporter im Ersten Weltkrieg.

Als 1914 der Erste Weltkrieg ausbrach, lag die Laurentic in Montreal vor Anker. Sie wurde umgehend von der britischen Admiralität zum Kriegsdienst eingezogen und am 13. September 1914 zu einem Truppentransporter für die Canadian Expeditionary Force umgewandelt. Ihre Passagierunterkünfte wurden komplett umgebaut, um Platz für etwa 1800 Soldaten zu machen, die sie von nun an regelmäßig befördern sollte. Am 26. September legte sie zu ihrer ersten Überfahrt als Truppenschiff ab.
Am 3. Oktober 1914 wurde sie Teil des Konvois 32 in der kanadischen Hafenstadt Gaspé, der etwa 35.000 kanadische Soldaten transportierte. Mit vier anderen Schiffen des „Blue Squadron“ legte die Laurentic am 14. Oktober 1914 in Plymouth an. Nachdem sie diese Pflichten erfüllt hatte, wurde sie 1915 in einen Hilfskreuzer umgewandelt.

## Versenkung
Am Dienstag, dem 23. Januar 1917 legte die Laurentic in Liverpool unter dem Kommando von Kapitän Reginald Arthur Norton zu einer Überfahrt nach Halifax ab, um Fracht nach Kanada und in die Vereinigten Staaten zu bringen. Sie hatte 475 Besatzungsmitglieder an Bord. Zur Ladung gehörten 35 Tonnen Gold im Wert von fünf Millionen Pfund Sterling, was einem heutigen Geldwert von 250 Millionen britischen Pfund (Stand 2007) entspricht. Die Goldbarren wurden an die Regierung der Vereinigten Staaten geschickt und dienten als Bezahlung von Kriegsmaterial, das von den USA geliefert worden war.
Am selben Morgen legte die Laurentic einen Zwischenstopp an der Royal-Navy-Basis im nordirischen Lough Swilly ein, um vier Seeleute an Land gehen zu lassen, die krank geworden waren. Nachdem sie von dort wieder ausgelaufen war, ließ Kapitän Norton das Schiff verdunkeln und die wasserdichten Schotten schließen.
Noch vor Einbruch der Morgendämmerung lief der Dampfer vor der Halbinsel Fanad in ein von dem deutschen U-Boot U 80 gelegtes Minenfeld und wurde kurz nacheinander von zwei Minen getroffen. Die zweite Explosion zerstörte den Maschinenraum und tötete fast das gesamte Maschinenpersonal. Die Lichter gingen aus, das Schiff verlor Fahrt und die Pumpen waren nutzlos, da sie niemand mehr betätigen konnte. Innerhalb kurzer Zeit kenterte die Laurentic und sank in etwa 38 Meter tiefem Wasser. 15 Rettungsboote konnten in der kurzen Zeit und in völliger Dunkelheit zu Wasser gelassen werden, trotzdem kamen 354 der 475 Passagiere ums Leben. Die meisten waren durch die Explosionen ums Leben gekommen, andere starben später im Wasser an Unterkühlung oder Erschöpfung. Die Rettungsboote wurden erst am folgenden Tag geborgen.

## Das „Goldbarrenschiff“
Da die Laurentic in relativ seichten Gewässern liegt (Position 55° 8′ 21,3″ N, 7° 30′ 0,8″ W), beschloss die Britische Regierung, das verloren gegangene Gold zu bergen. Lieutenant Commander Guybon C. C. Damant, ein erfahrener Tiefseetaucher der Royal Navy, der auch schon an Dekompressionskammern und Dekompressionstabellen gearbeitet hatte, wurde mit dem Unterfangen beauftragt. Bis 1924 wurden etwa 5000 Tauchgänge zum Wrack des Ozeandampfers unternommen. Aufgrund dieser vielen Einsätze konnten 3186 der 3211 Goldbarren geborgen werden. 1932 entdeckte ein privates Bergungsteam fünf weitere Barren. 20 Barren im Wert von rund 3,1 Millionen Pfund sind bis heute unentdeckt.
Seit mehreren Jahrzehnten ist die Laurentic, die sich in Privatbesitz befindet, ein beliebtes Ziel für Hobby- und Berufstaucher und auch für Schatzsucher. Die geborgene Goldfracht der Laurentic gilt als eine der größten Mengen Gold, die je aus einem Schiffswrack geborgen wurden. Daher erhielt das Schiff seinen Spitznamen Gold Bullion Ship (deutsch: Goldbarrenschiff).